# 叙利亚
敘利亞阿拉伯共和國（羅馬化：al-Jumhūriyyah al-ʿArabiyyah as-Sūriyyah），簡稱敘利亞（羅馬化：Sūriyah），為一西亞國家，地處東地中海和黎凡特地區；北與土耳其接壤，东與伊拉克交界，南與约旦毗连，西南和黎巴嫩和以色列为邻，西濒地中海。敘利亞擁有約2500萬人口，排名世界第57位；國土面積為185,180平方（71,500平方英里），排名世界第87位。行政上劃分為14個省份，首都及最大城市為大馬士革。目前處於過渡政府治理狀態。
「敘利亞」一詞在歷史上指代一片更大的區域，大致與黎凡特相同，在阿拉伯語中也稱為「沙姆」（ash-Sham）。現代敘利亞涵蓋了多個古代王國和帝國的遺址，包括公元前三千年的埃勃拉文明。大馬士革和阿勒頗是具有重要文化意義的城市。大馬士革曾是倭馬亞哈里發國的首都，也是埃及馬木路克蘇丹國的省會。現代的敘利亞國家於20世紀中期建立，在歷經數百年的奧斯曼帝國統治後，成為法國託管地之一。這個國家是從原奧斯曼敘利亞行省中誕生的最大阿拉伯國家。1945年，敘利亞第一共和國成為聯合國創始成員，正式結束法國的託管地地位，並以議會共和國的形式取得法律上的獨立。1946年4月，法國軍隊撤離，敘利亞實現事實上的獨立。
獨立後的敘利亞於第一與第二共和國時期經歷動盪，1949年至1971年間多次發生軍事政變；1958年，敘利亞曾短暫與埃及組成阿拉伯聯合共和國，但在1961年政變後解體，並通過憲法公投更名為「敘利亞阿拉伯共和國」。1963年，阿拉伯復興社會黨的軍事委員會通過政變建立了一個一黨制國家——复兴党政权，並從1963年到2011年實施緊急狀態法，實際上暫停了對公民的憲法保護。復興黨內部的權力鬥爭導致1966年和1970年的再次發生政變，最終由哈菲茲·阿薩德掌權。他透過建立阿拉維派少數統治鞏固了家族權力。在阿薩德的領導下，敘利亞成為家族獨裁政權，國家權力亦集中於其家族。2000年哈菲茲·阿薩德去世後，其子巴沙爾·阿薩德繼任總統。
2011年阿拉伯之春後，敘利亞陷入了一場遭到多國干涉的多方內戰，導致超過600萬敘利亞人流離失所，成為難民。2014年至2015年間，伊斯蘭國武裝組織佔領了敘利亞多個城市，美國隨後發起了一個國際聯盟，最終在敘利亞領土上擊敗了伊斯蘭國。此後，敘利亞境內出現了三個反抗阿薩德政權的政治實體——敘利亞臨時政府、敘利亞救國政府以及羅賈瓦。2024年末，敘利亞反對派聯合發動一系列攻勢，最終攻入大馬士革，阿薩德家族對敘利亞的獨裁统治宣告終結，目前由多方割據。而今總統艾哈迈德·沙拉領導的過渡政府成立，將執政直至新的正式政府选出。
敘利亞擁有肥沃的平原、高山和沙漠，境內有多樣的民族和宗教群體。阿拉伯人是最大的族群，遜尼派穆斯林是最大的宗教群體。在反對派攻佔大馬士革之前，敘利亞是唯一由新復興黨治理的國家。復興黨統治下的敘利亞是一個極權主義的獨裁政權，該政權圍繞阿薩德家族建立了一套全面的個人崇拜，並因嚴重的國內鎮壓和戰爭罪行受到廣泛批評。此外，在阿薩德政權的主導下，敘利亞已成為芬乃他林毒品產業的中心，每年出口價值數十億美元的違禁毒品，成為世界上最大的販毒集團之一。敘利亞是阿拉伯國家中腐敗最為嚴重的國家之一，在2024年全球貪污感知指數中排名倒數第四；敘利亞的新聞自由亦極度有限，2024年在世界新聞自由指數排名倒數第二；在2024年脆弱國家指數中，敘利亞排名倒數第四，是最為危險的國家之一；在2024年民主指數中，敘利亞排名倒數第五，是民主情況最為惡劣的國家之一。

## 語源
敘利亞（羅馬化：Sūriyā）一詞起源於公元前八世紀安那托利亞語族盧維語的Sura/i，及其古希臘語衍生詞，Sýrioi或，Sýroi，此二詞都源自Aššūrāyu（Assyria，亞述）一詞，該地點位於美索不達米亞北部（今伊拉克）。不過，自塞琉古帝國時期（前323–前150）起，敘利亞一詞也用來指黎凡特地區。從此以後，希臘人對美索不達米亞的亞述人和黎凡特的亞蘭人不加區別，都視之為敘利亞人。現代主流的學術意見強烈支持敘利亞和亞述是同源詞，最終來自阿卡德語的Aššur（亞述古城Aššur的城名，或奉祀神明Ashur的神名）一詞。敘利亞的希臘語表現形式與Çineköy碑銘（位於古代奇里乞亞王國）腓尼基語的表現形式（ʾšr，意為「亞述」；，意為「亞述人」）相符，開頭皆無A字首，確證了兩者同源的意見。
在歷史上，「敘利亞」一詞所指的地區遠大於如今的敘利亞國家。按照古典時期的定義，敘利亞位於地中海東端，南接阿拉伯半島，北臨小亞細亞，向內陸延伸到包括伊拉克的部分地區。其東北邊界並不確定，据老普林尼描述從西到東依次接壤科馬基尼、索菲尼和阿迪亚波纳。
然而，到老普林尼的時代，這一廣義的敘利亞地區已被羅馬帝國劃分為若干省份（但彼此之間在政治上相互獨立）：最西南的猶太省，於公元135年改名為巴勒斯坦，該地區對應現代的以色列、巴勒斯坦領土和約旦；腓尼基省，於公元194年建立，涵蓋現代黎巴嫩、大馬士革和霍姆斯地區；以及柯里敘利亞（Coele-Syria，意為「敘利亞山谷」），位於凯比尔河以南。

## 历史
叙利亚目前最早的先民遺址可追溯至公元前八十萬年前。該國是世界最古老文明发源地之一，在成为罗马帝国疆域以前曾经经历腓尼基、赫梯、米坦尼王国、亚述、古巴比伦、古埃及、波斯帝国、马其顿帝国和继后的塞琉古帝国各个帝国时期。
633年以前，叙利亚是基督教的发祥地和传播中心；后阿拉伯帝国在中东地区的扩张，7世纪到16世纪初叶一直是伊斯兰教传播中心之一，后成为法蒂玛王朝、阿尤布王朝和马木留克王朝的一部分，蒙古第三次西征於此地擊敗了阿尤布王朝，後伊兒汗國於大馬士革被馬木留克王朝擊敗，蒙古勢力退出叙利亞，被埃及统治；由于奥斯曼土耳其帝国的扩张和十字军的东征，後來鄂圖曼土耳其擊敗馬木留克王朝，於到1516年成为奥斯曼帝国的一部分；18世纪法国侵入，法国宣称其为保护地；第一次世界大战以后，由法国委任统治；1945年10月从法国宣布独立，但直到1946年正式独立前一直有外国军队驻扎。
1958年2月1日，叙利亚和埃及合并为阿拉伯联合共和国（阿联）。1961年9月28日，叙利亚脱离阿联，并重新建立敘利亞第二共和國。
1963年，阿拉伯復興社会党發動軍事政變取得政權，開始执政。1967年阿以战争叙利亚戈兰高地被以色列占领。1970年，哈菲兹·阿萨德领导“纠正运动”，取得政權，阿拉伯复兴社会党和叙利亚政府的领导層发生了变动，开启阿萨德家族統治时代。1976年，叙利亚开始驻军黎巴嫩；在敘利亞內戰爆發前的几年間，叙利亚和以色列关于以色列归还戈兰高地问题举行了多次和平会谈。
2000年6月9日，掌權30年的哈菲兹·阿萨德去世，其次子巴沙尔·阿萨德接任總統，7月17日就職。2005年4月26日，叙利亚遵照联合国决议，自黎巴嫩撤军，结束近三十年的直接干预。2007年5月27日，叙利亚就巴沙尔·阿萨德继续第二个为期7年的总统任期问题举行全民公决，结果以97.62%确认他获得第二个总统任期，任期至2014年。
2011年1月26日，中東地區多國接連爆發阿拉伯之春運動，敘利亞亦開始出現反政府示威活動，但被政府軍鎮壓，但隨後反政府示威活動演變成敘利亞內戰至今。2014年，巴沙尔·阿萨德再次成功连任总统。2015年5月，伊斯蘭國組織利用敘利亞內戰之際陸續占領敘利亞領土，虽然后来伊斯蘭國在敘利亞勢力大減，但敘利亞各方的割據情況仍舊持續。伊斯蘭國在敘利亞曾奪取的領土被叙利亚政府军、反政府武裝、庫爾德人等組織夺取。持續進行的敘利亞內戰與伊斯蘭國余波，導致20多萬人死亡，約800萬人在國內流離失所，超過500萬敘利亞人逃到國外成為難民，是自第二次世界大戰以來的最大一批難民潮。
2024年11月27日，敘利亞反對派在阿勒頗省和伊德利布省對親政府的敘利亞武裝部隊發動攻勢，并於兩天後占領此前激戰數年的阿勒頗。隨後反對派部隊繼續沿公路迅速朝南部推進，一路攻占多個主要城市及要點，包括戰略重鎮哈馬市和霍姆斯；庫爾德人組織則趁亂拿下代爾祖爾及附近領土。
2024年12月8日，叙利亚反对派攻陷首都大马士革，控制敘利亞全境。阿萨德家族和敘利亞復興黨政權對全國的統治結束。而敘利亞總理穆罕默德·賈拉利領導的敘利亞看守政府成立，該政府執政至穆罕默德·巴希爾領導的敘利亞過渡政府成立。

目前內戰局勢：（2025年2月22日）
伊斯蘭國

### 敘利亞過渡政府

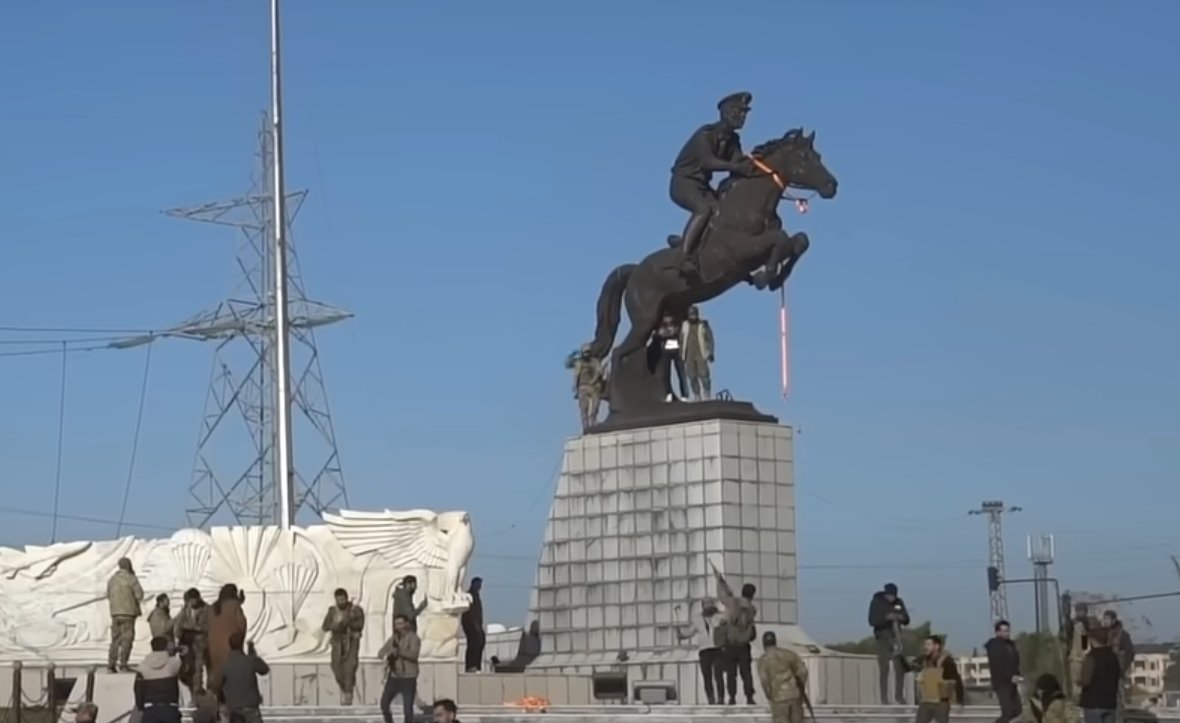
位於阿勒頗的巴塞勒·阿萨德雕像被反對派推倒

阿薩德政府倒台後，以色列軍隊從戈蘭高地越過紫線入侵敘利亞，並空襲敘利亞軍隊倉庫和海軍基地。以色列國防軍稱此舉是為了摧毀包括化學武器廠在內的復興黨軍事設施，讓反對派無法使用它們。
叙利亚国民军在阿薩德倒台後繼續其對敘利亞民主力量的攻勢，2024年12月11日達成停火。2025年2月，敘利亞民主力量、北部和東部敘利亞民主自治行政區（羅賈瓦）、叙利亚民主委员会決定敘利亞民主力量將併入敘利亞武裝部隊。

被過渡政府採用的伊斯蘭旗幟

敘利亞過渡政府總理穆罕默德·巴希爾承諾基督徒等少數群體可繼續信奉他們的宗教，但由於部分反對派武裝與基地组织和伊斯兰国有聯繫，所以此說法受到質疑。另外，新政府在使用獨立旗以外，還會使用伊斯蘭旗幟，引發了對敘利亞的世俗地位可能被減弱的擔憂。
2024年12月12日，敘利亞過渡政府發言人向法新社表示在過渡政府的三個月任期內，敘利亞的憲法和議會會被暫停，並會成立「司法和人權委員會」來審查和修改憲法。
2025年2月12日，敘利亞外交部長阿萨德·哈桑·希巴尼表示新政府會在3月成立，而新政府將「盡可能地代表敘利亞人民，並考慮到其多元性」。3月8日，總部設於英國的敘利亞人權觀察站報導敘利亞安全部隊和親政府人士在敘利亞西部殺害了超過700名阿拉維派平民。
2025年3月10日，敘利亞民主力量領導人马兹卢姆·阿卜迪與敘利亞總統艾哈迈德·沙拉達成協議，敘利亞民主力量將併入敘利亞武裝部隊。

## 行政區劃
敘利亞分全國劃分為14個省，省下設61個區，區下設分區。北部和東部敘利亞自治行政區（AANES）雖然是事實上的自治政府，但並未獲得該國的承認。
|    | 編號         | 省份     | 首府 |
| -- | ------------ | -------- | ---- |
|    |              |          |      |
| 1  | 拉塔基亞     | 拉塔基亚 |      |
| 2  | 伊德利卜     | 伊德利卜 |      |
| 3  | 阿勒颇       | 阿勒颇   |      |
| 4  | 拉卡         | 拉卡     |      |
| 5  | 哈塞克       | 哈塞克   |      |
| 6  | 塔爾圖斯     | 塔尔图斯 |      |
| 7  | 哈馬         | 哈馬     |      |
| 8  | 代爾祖爾     | 代爾祖爾 |      |
| 9  | 霍姆斯       | 霍姆斯   |      |
| 10 | 大馬士革     | 大马士革 |      |
| 11 | 大馬士革郊區 | 杜馬     |      |
| 12 | 庫奈特拉     | 庫奈特拉 |      |
| 13 | 德拉         | 德拉     |      |
| 14 | 蘇韋達       | 苏韦达   |      |

### 主要城市
| 叙利亞最大城市排名 敘利亞中央統計局（2004 年人口普查） | 叙利亞最大城市排名 敘利亞中央統計局（2004 年人口普查） | 叙利亞最大城市排名 敘利亞中央統計局（2004 年人口普查） | 叙利亞最大城市排名 敘利亞中央統計局（2004 年人口普查） | 叙利亞最大城市排名 敘利亞中央統計局（2004 年人口普查） | 叙利亞最大城市排名 敘利亞中央統計局（2004 年人口普查） | 叙利亞最大城市排名 敘利亞中央統計局（2004 年人口普查） | 叙利亞最大城市排名 敘利亞中央統計局（2004 年人口普查） | 叙利亞最大城市排名 敘利亞中央統計局（2004 年人口普查） | 叙利亞最大城市排名 敘利亞中央統計局（2004 年人口普查） |
|                                                        | 排名                                                   | 名称                                                   | 省份                                                   | 人口                                                   | 排名                                                   | 名称                                                   | 省份                                                   | 人口                                                   |                                                        |
| ------------------------------------------------------ | ------------------------------------------------------ | ------------------------------------------------------ | ------------------------------------------------------ | ------------------------------------------------------ | ------------------------------------------------------ | ------------------------------------------------------ | ------------------------------------------------------ | ------------------------------------------------------ | ------------------------------------------------------ |
| 阿勒頗 大馬士革                                        | 1                                                      | 阿勒頗                                                 | 阿勒頗省                                               | 2,132,100                                              | 11                                                     | 塔爾圖斯                                               | 塔爾圖斯省                                             | 115,769                                                | 霍姆斯 拉塔基亞                                        |
| 阿勒頗 大馬士革                                        | 2                                                      | 大馬士革                                               | 大馬士革省                                             | 1,552,161                                              | 12                                                     | 賈拉馬納                                               | 大馬士革郊區省                                         | 114,363                                                | 霍姆斯 拉塔基亞                                        |
| 阿勒頗 大馬士革                                        | 3                                                      | 霍姆斯                                                 | 霍姆斯省                                               | 652,609                                                | 13                                                     | 杜馬                                                   | 大馬士革郊區省                                         | 110,893                                                | 霍姆斯 拉塔基亞                                        |
| 阿勒頗 大馬士革                                        | 4                                                      | 拉塔基亞                                               | 拉塔基亞省                                             | 383,786                                                | 14                                                     | 曼比季                                                 | 阿勒頗省                                               | 99,497                                                 | 霍姆斯 拉塔基亞                                        |
| 阿勒頗 大馬士革                                        | 5                                                      | 哈馬                                                   | 哈馬省                                                 | 312,994                                                | 15                                                     | 伊德利卜                                               | 伊德利卜省                                             | 98,791                                                 | 霍姆斯 拉塔基亞                                        |
| 阿勒頗 大馬士革                                        | 6                                                      | 拉卡                                                   | 拉卡省                                                 | 220,488                                                | 16                                                     | 德拉                                                   | 德拉省                                                 | 97,969                                                 | 霍姆斯 拉塔基亞                                        |
| 阿勒頗 大馬士革                                        | 7                                                      | 代爾祖爾                                               | 代爾祖爾省                                             | 211,857                                                | 17                                                     | 哈賈拉斯瓦德                                           | 大馬士革郊區省                                         | 84,948                                                 | 霍姆斯 拉塔基亞                                        |
| 阿勒頗 大馬士革                                        | 8                                                      | 哈塞克                                                 | 哈塞克省                                               | 188,160                                                | 18                                                     | 德拉雅                                                 | 大馬士革郊區省                                         | 78,763                                                 | 霍姆斯 拉塔基亞                                        |
| 阿勒頗 大馬士革                                        | 9                                                      | 卡米什利                                               | 哈塞克省                                               | 184,231                                                | 19                                                     | 蘇韋達                                                 | 蘇韋達省                                               | 73,641                                                 | 霍姆斯 拉塔基亞                                        |
| 阿勒頗 大馬士革                                        | 10                                                     | 薩伊達澤納布                                           | 大馬士革郊區省                                         | 136,427                                                | 20                                                     | 塔布卡                                                 | 拉卡省                                                 | 69,425                                                 | 霍姆斯 拉塔基亞                                        |

## 地理

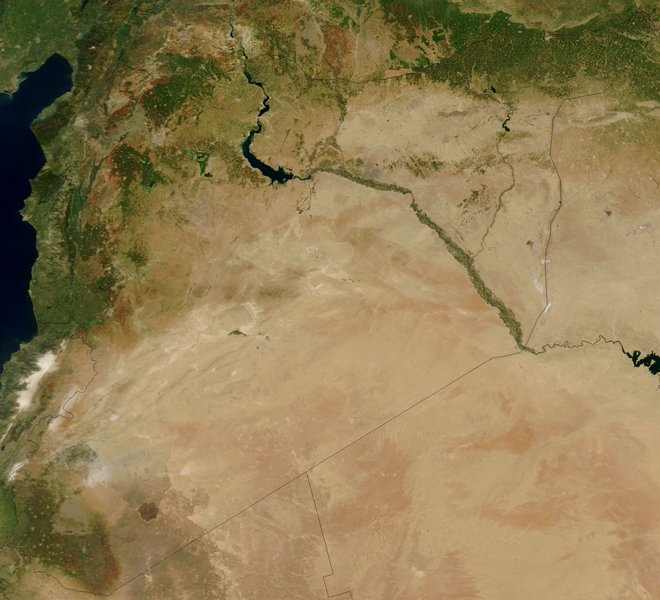
敘利亞的衛星照片。國界是後來加上的

敘利亞全國面積有185,180平方公里（包括以色列佔領的戈兰高地），位于亚洲大陆西部，北与土耳其接壤，东同伊拉克交界，南与约旦毗连，西南与黎巴嫩和巴勒斯坦为邻，西与塞浦路斯隔地中海相望。领土大部分是西北向东南倾斜的高原。
全國可分为四个地带：
1. 西部山地和位於兩座山脈之間的山间纵谷，包括海拔2,841米的全国最高峰、位於西南部的谢赫山；
2. 西北部地中海沿岸平原，有长183公里的海岸线，是全國少數比較青綠的地方；
3. 東部内陆的高原；
4. 东南叙利亚沙漠。

敘利亞的氣候乾燥，全國有五分之三的地區全年降雨量少於25厘米，這主要歸因於高山的阻擋。沿海和北部地区属亚热带地中海气候，南部地区属热带沙漠气候。肥沃的土地是國家最重要的天然資源，國家由1980年代開始，透過資助灌溉計劃，不斷開拓國內可耕種的土地。位於東北部的"Al Jazira"及南部的"Hawran"都是重要的農業地區。
东部的幼发拉底河是全國最重要的河流，它貫穿東部國境，然後经伊拉克注入波斯湾。幼發拉底河流域的15個國家被譽為是「文明的搖籃」。西部縱谷有阿西河经土耳其傾注入地中海。
位於國家西南部的首都大馬士革與及北部的阿勒颇和霍姆斯都是敘利亞的重要城市。其他主要城市都位於海岸。

## 人口
居民1,669.3万（2019年），阿拉伯化的敘利亚人约占90%，其它主要为库尔德人、亚述人（含古阿拉米人的后裔），亚美尼亚人和土耳其人；宗教主要有伊斯兰教，穆斯林占全国总人口近90%，另外还有基督教等；官方语言为阿拉伯语，广泛使用法语和英语，其他民族语言有库尔德语、亚美尼亚语、阿拉米语和土耳其语。

## 宗教

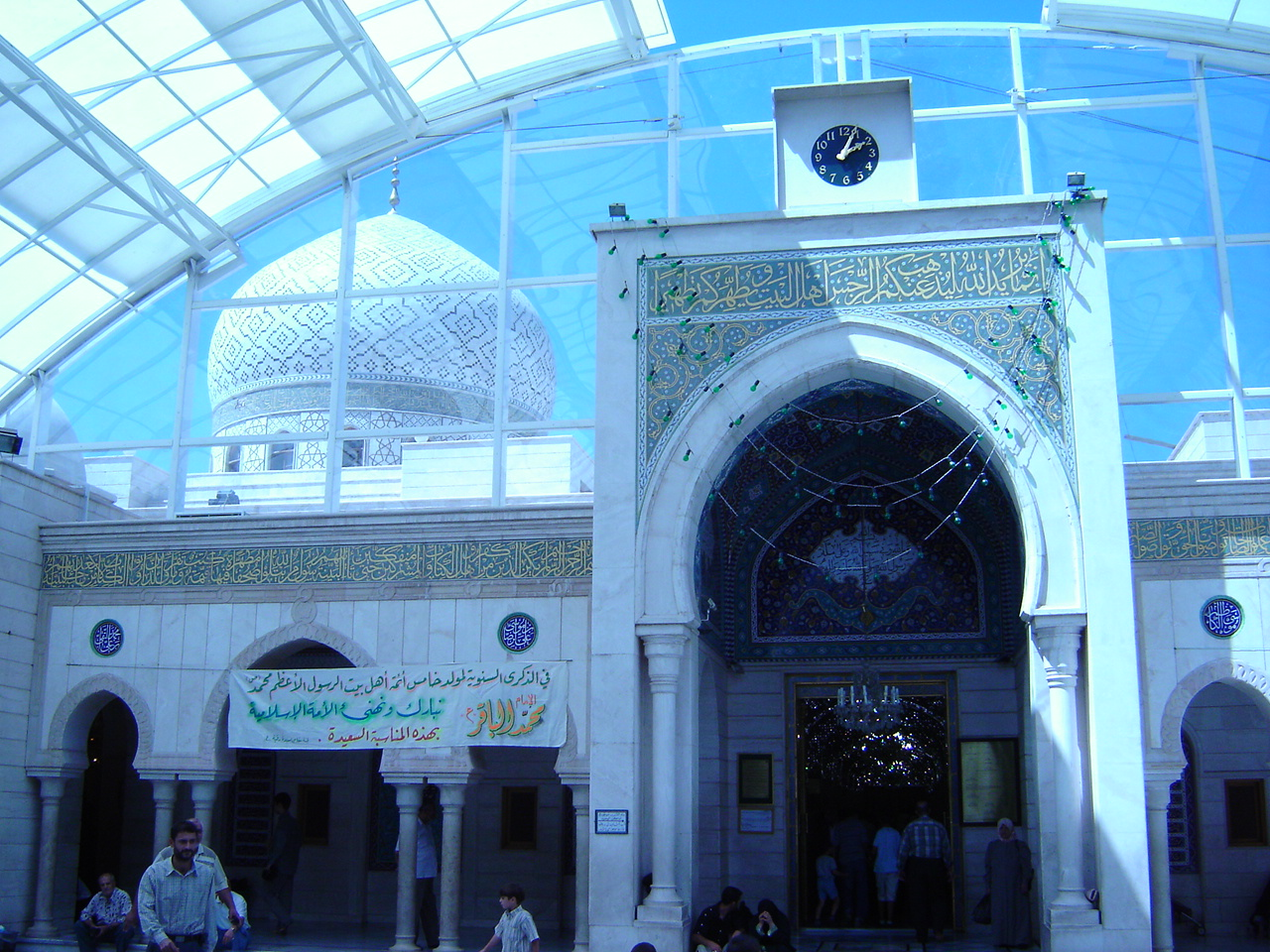
敘利亞的一座清真寺

当今的叙利亚是伊斯兰教为主的国家，穆斯林大约占总人口的90%，其中逊尼派占总人口约70%，什叶派各支派占总人口接近20%。什叶派其中又分为阿拉维派、十二伊玛目派和伊斯玛仪派等。
叙利亚的基督教历史非常悠久，叙利亚曾经一度是基督教国家。而新兴的伊斯兰教开始占据统治地位后，长达一千多年间仍有大量叙利亚人信仰基督教。近一个世纪以来，由于战乱、移民國外及生育率較低等原因，基督徒人口不断大量流失，所占国内总人口的比例不断下降。目前基督徒只占叙利亚国内总人口的10%，政府把當地的基督教派列為國家保護對象。叙利亚的部分基督徒聚集区仍使用古老的阿拉米语。
另外叙利亚还有一些雅兹迪、德鲁兹教徒和少量犹太人。
| \| 叙利亚宗教 \| 叙利亚宗教 \| 叙利亚宗教 \| 叙利亚宗教 \| 叙利亚宗教 \| \| ---------------- \| ---------------- \| ---------- \| ---------- \| ---------- \| \| 教派 \| 教派 \| \| 百分比 \| 百分比 \| \| 伊斯兰教逊尼派 \| 伊斯兰教逊尼派 \| \| 70% \| 70% \| \| 伊斯兰教阿拉维派 \| 伊斯兰教阿拉维派 \| \| 12% \| 12% \| \| 基督教 \| 基督教 \| \| 10% \| 10% \| \| 德鲁兹教 \| 德鲁兹教 \| \| 4% \| 4% \| \| 其他/无宗教 \| 其他/无宗教 \| \| 4% \| 4% \| |                  |  |        |        |
| 叙利亚宗教 |                  |  |        |        |
| 教派 | 教派             |  | 百分比 | 百分比 |
| 伊斯兰教逊尼派 | 伊斯兰教逊尼派   |  | 70%    | 70%    |
| 伊斯兰教阿拉维派 | 伊斯兰教阿拉维派 |  | 12%    | 12%    |
| 基督教 | 基督教           |  | 10%    | 10%    |
| 德鲁兹教 | 德鲁兹教         |  | 4%     | 4%     |
| 其他/无宗教 | 其他/无宗教      |  | 4%     | 4%     |

## 軍事
武器：前蘇聯時代研發的坦克、自行火炮、飛毛腿導彈、米格-23（敘利亞的米格-23在2002年曾擊落22架以色列的無人偵察機）。
2024年阿萨德政权被推翻后，以色列对叙利亚发动大规模空袭，基本摧毁了叙利亚的海空所有军事资产。
目前新的敘利亞軍隊；以舊沙姆解放組織為核心；加入願意與敘利亞救國政府合作之其他武裝。庫德族的敘利亞民主力量則是與之對立，直到2025年3月加入敘利亞。

## 文化
由于战乱，叙利亚东北部地区至少18幅壁画被盗。这一批壁画以描绘古希腊荷马史诗《奥德赛》为主要内容，异常珍贵。此外，另有叙利亚中部哈马省一家博物馆馆藏的一座亞拉姆人镀金青铜雕像被盗。叙利亚文化部长卢巴纳·穆沙韦表示，叙利亚拥有大约1万多处考古遗迹，如何在战火中保护这些遗迹，对于文化部而言是个难题。

## 经济

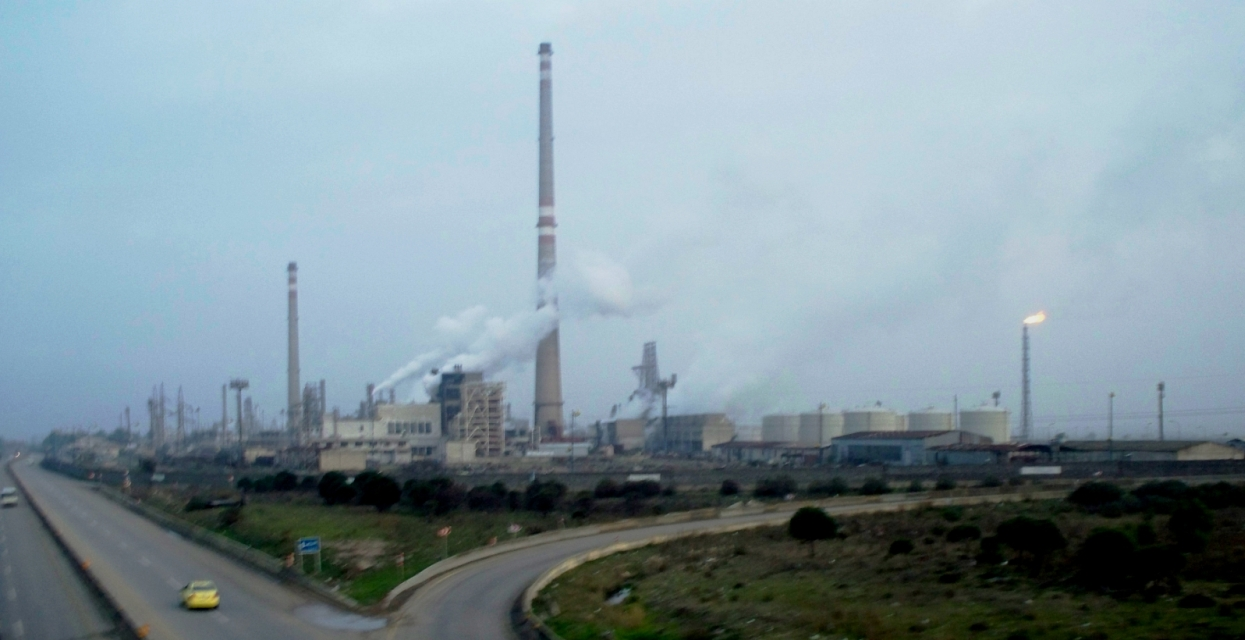
荷姆斯煉油廠

叙利亚是一个中等收入国家，经济来源主要是农业、石油、加工业和旅游业。阿拉伯复兴社会党施行了经济改革：宣布自然资源属于国家所有、对大的私人企业工业实行国有化、国家对所有的银行、保险公司和对外贸易进行监督、公布关于工人参与国营企业利润分配的法令、实行土地改革。
叙利亚从1960年代后期在其东北地区油田开采重质油，80年代早期，在东部发现了轻质油。1995年石油产量达到每日60万桶，后逐年递减，2007年日产42.5万桶，出口20万桶。但是不多的石油正面临枯竭的境况。2013年，叙利亚已經由石油出口国变成进口国。叙利亚蕴藏一定數量的天然气，每日開採2,200万立方米。叙利亚农产品出口棉花和水果。
叙利亚内战爆发以来，连年的制裁和内战使叙利亚经济陷入了负增长。房屋道路、电网和天然气管道等基础设施遭到严重破坏，原油产量急剧下降，服务业也受到冲击，社会经济陷入了萧条。

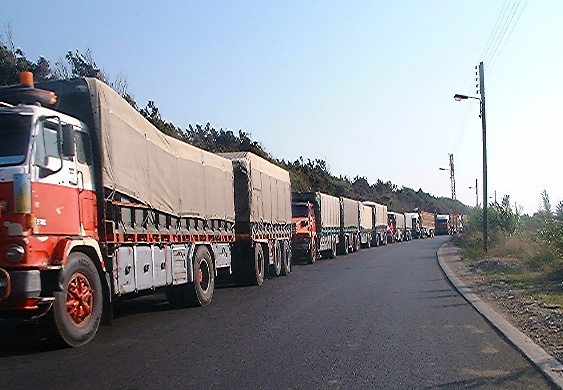
通往黎巴嫩的產業通道
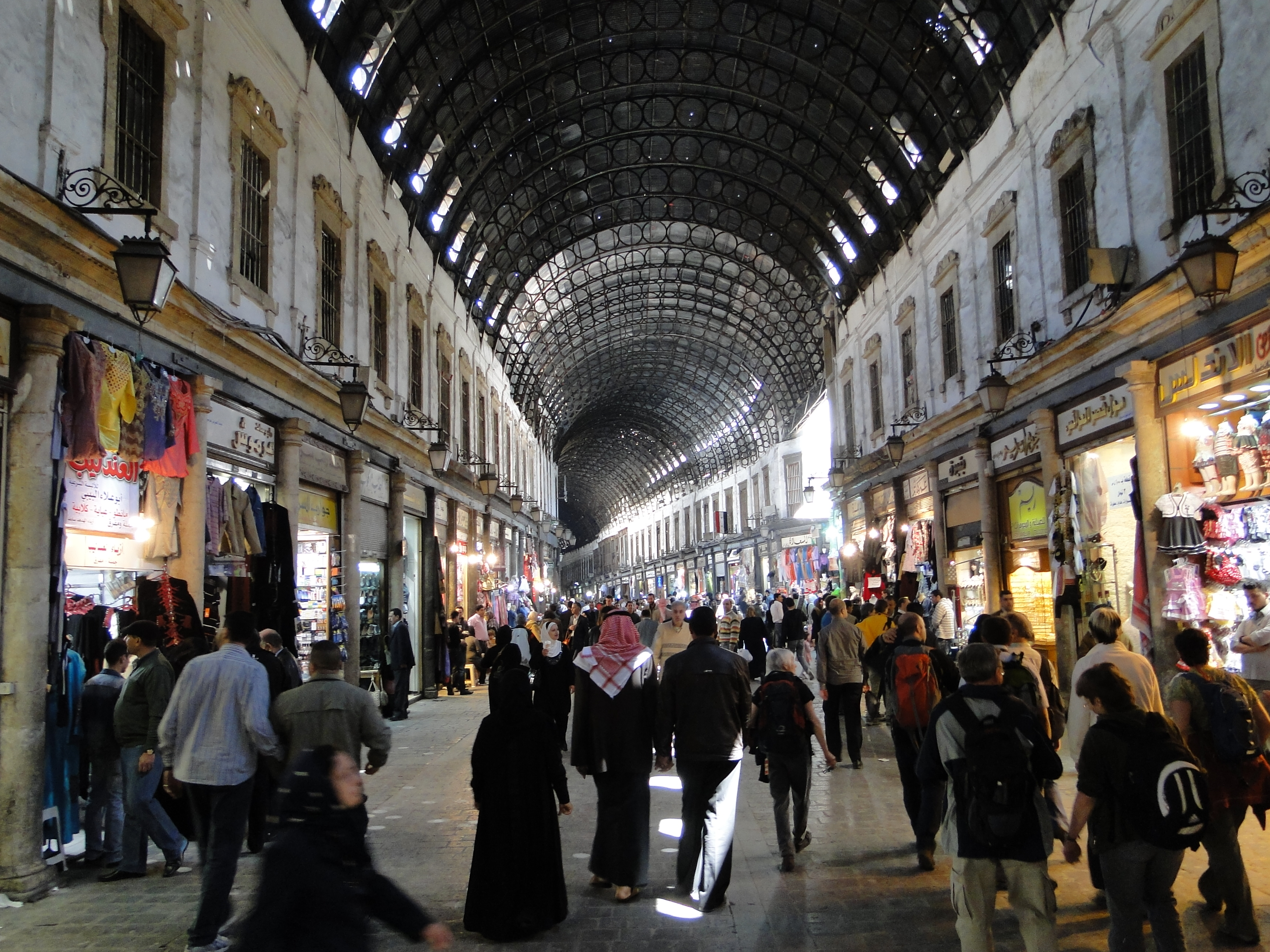
Al-Hamidiyah廣場
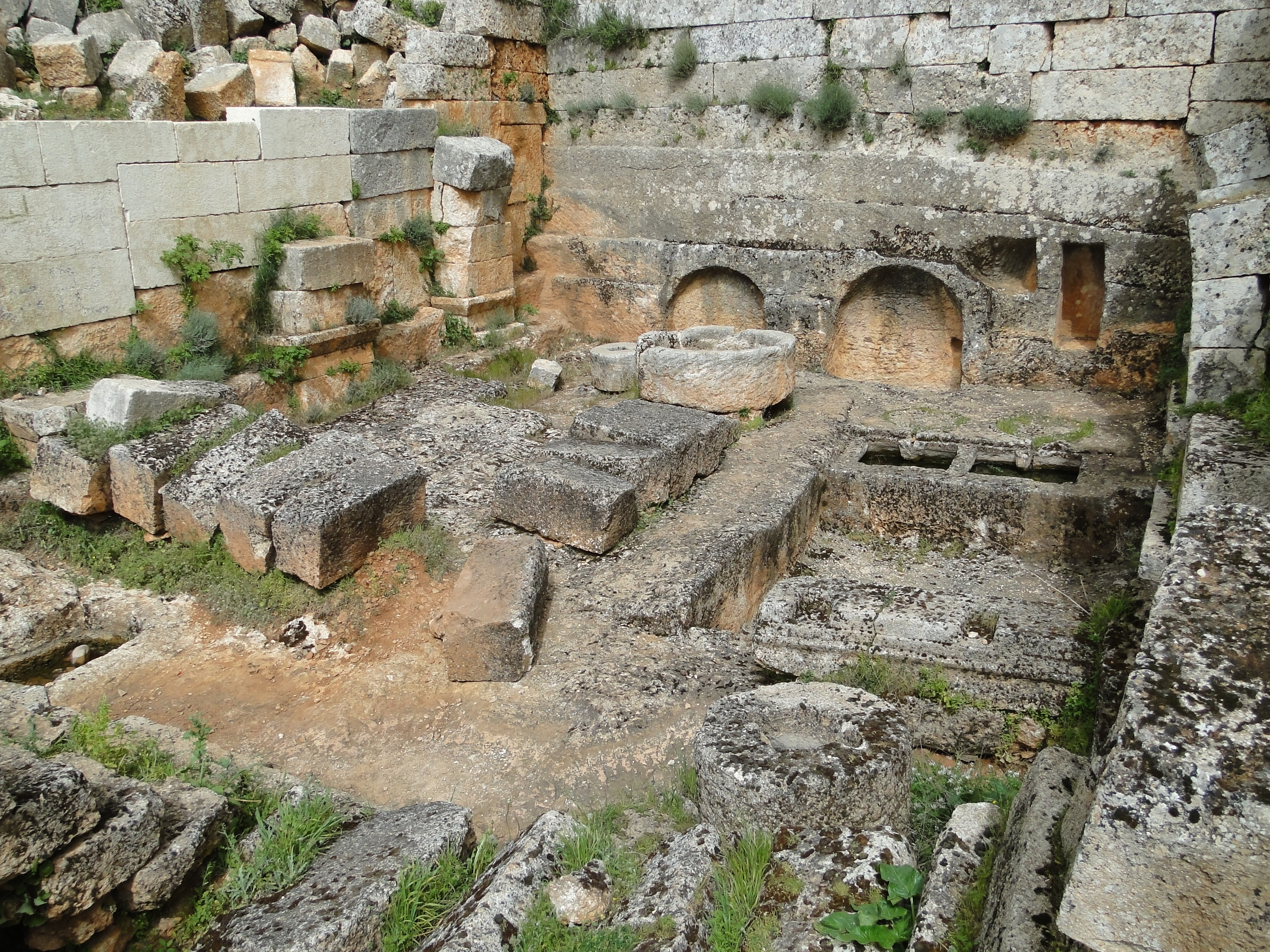
Serjilla遺跡
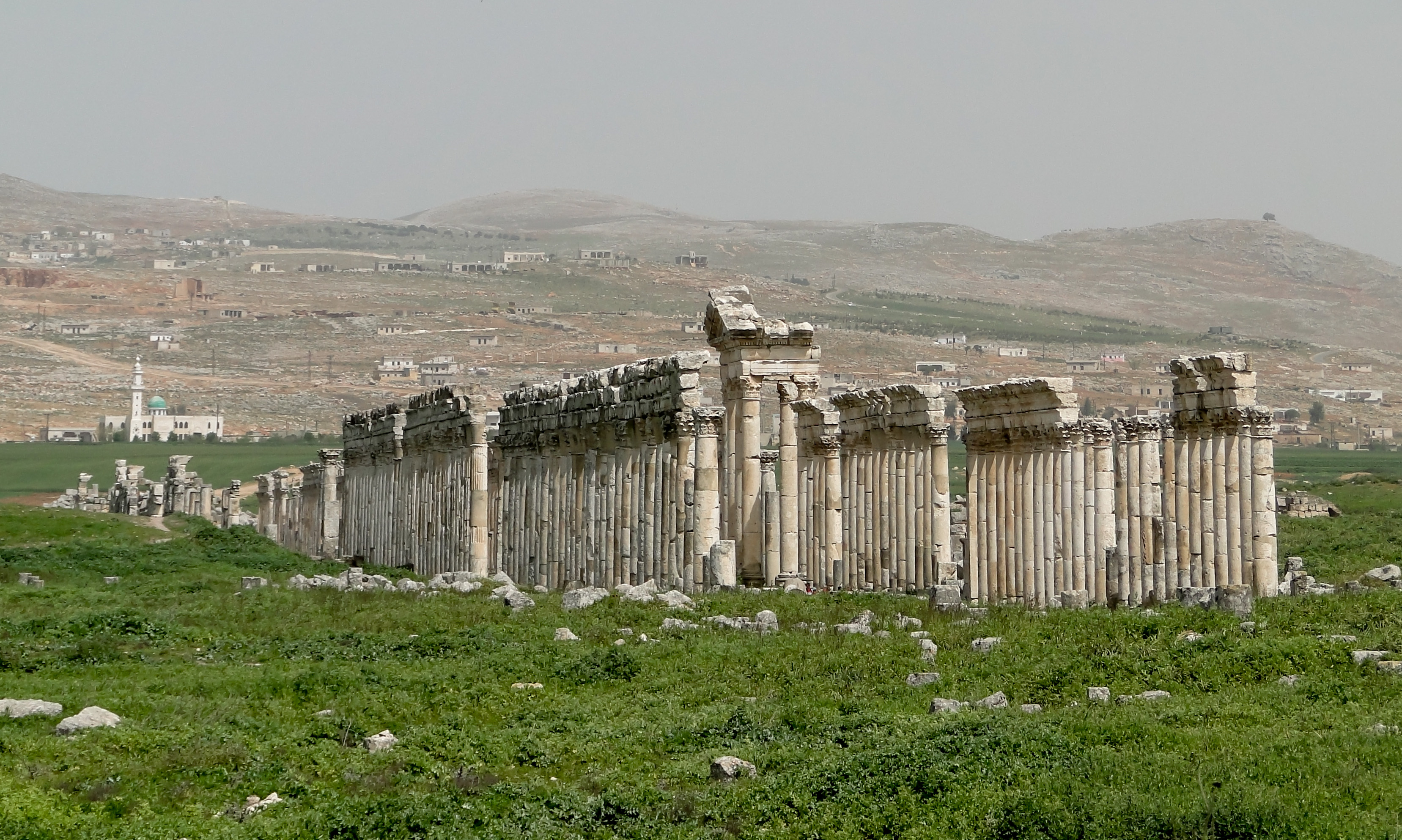
阿帕米亚古城
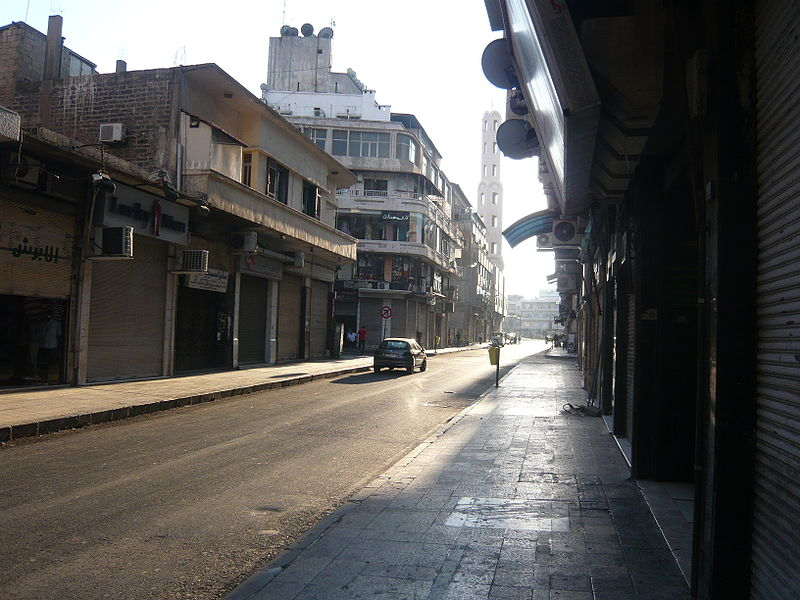
霍姆斯市
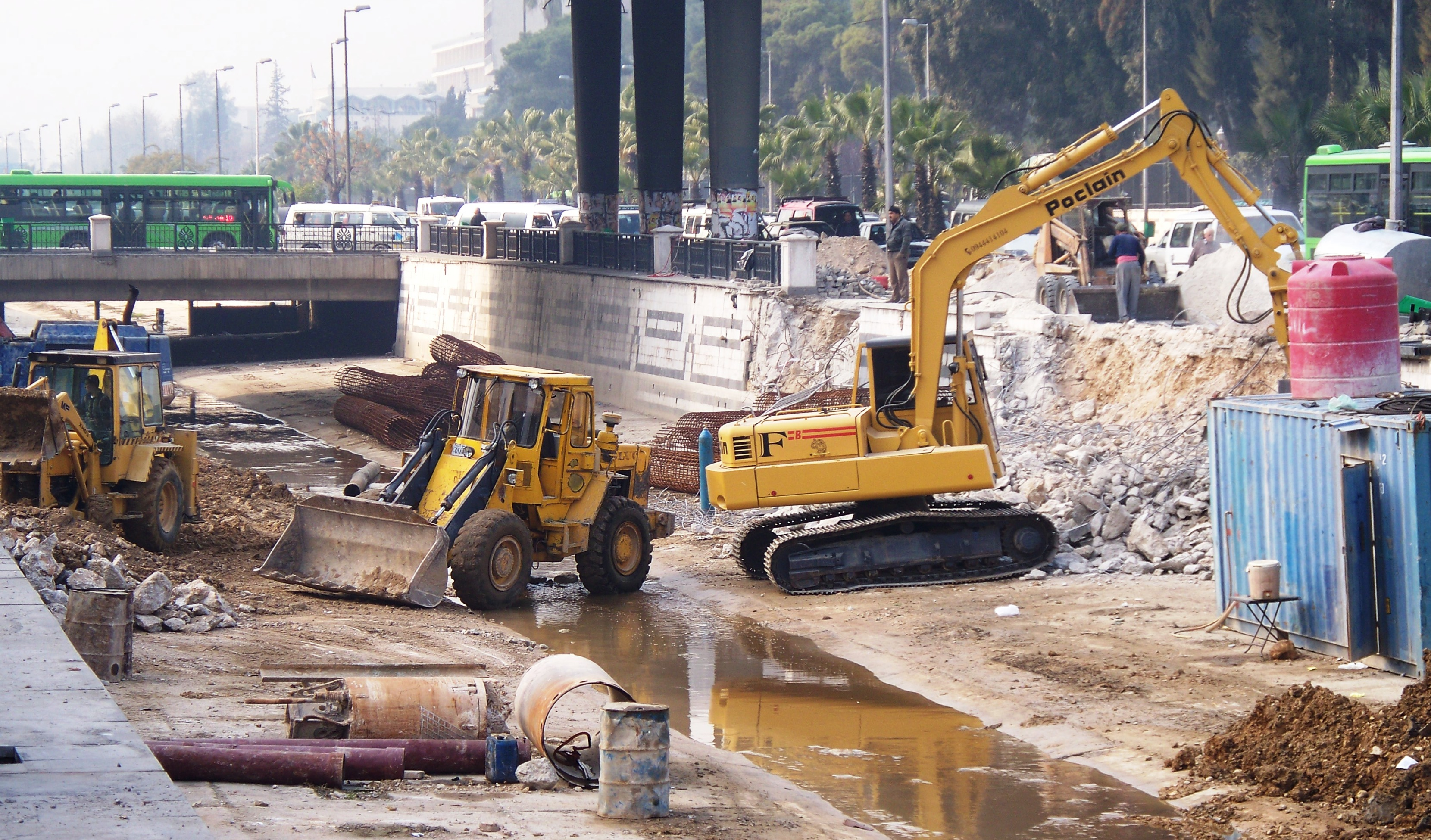
大馬士革的水利工程
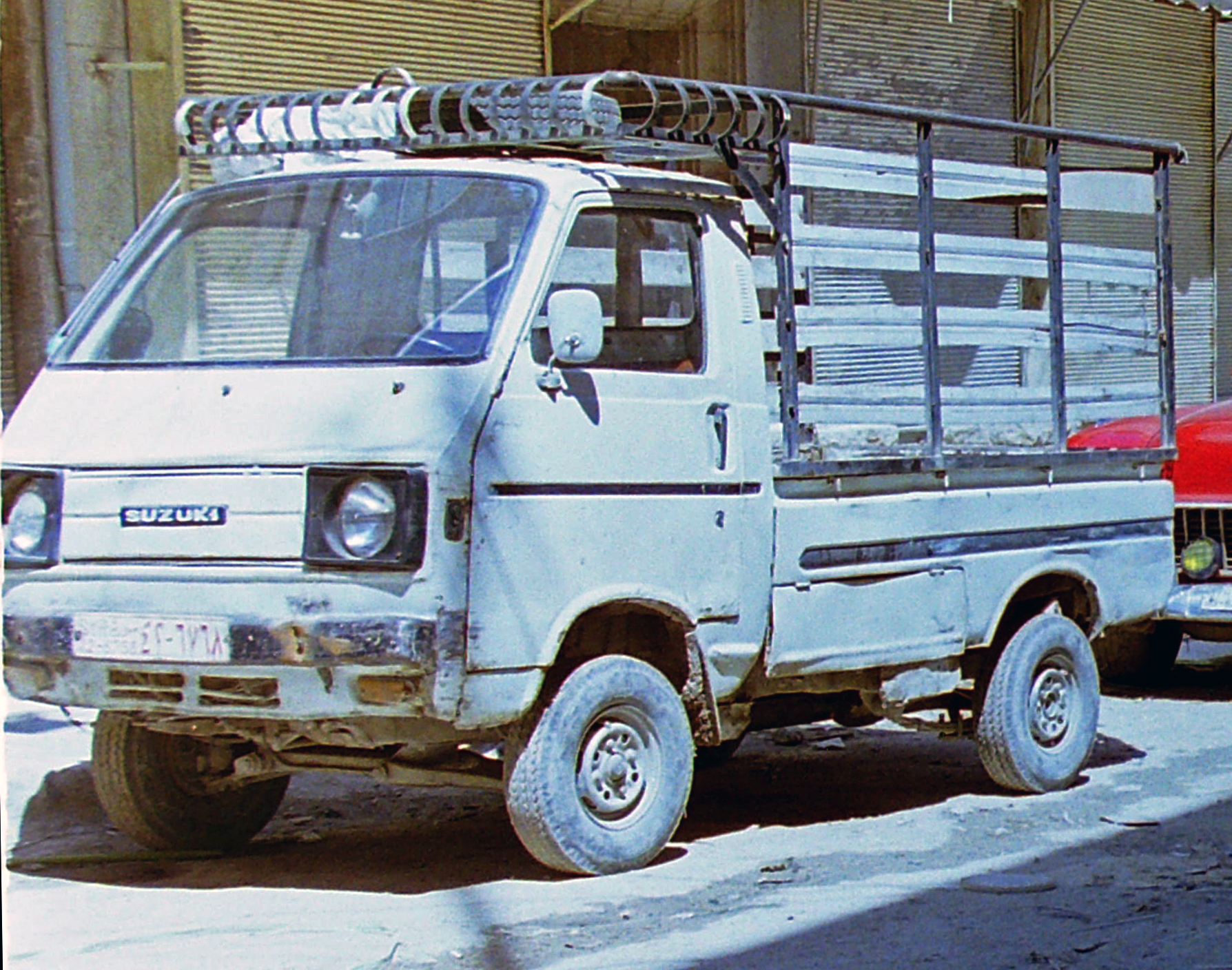
日本汽車在叙利亚有不小的市占率

## 外交
叙利亚于1945年成为联合国成员国，叙利亚也是阿拉伯國家联盟的正式成员。自叙利亚共和国从法国托管地独立以来，叙利亚与土耳其、以色列、约旦、伊拉克和黎巴嫩等邻国的关系一直很紧张。敘利亞始終不承認以色列，並且要求其歸還戈蘭高地。在阿拉伯之春和叙利亚内战之前，叙利亚与该地区几个国家的关系在21世纪有所改善。由于叙利亚内战，叙利亚复兴党政权长期与该地区的国家和更广泛的国际社会部分隔绝。截至阿薩德政權垮台前，阿拉伯叙利亚共和国与80多个国家建交。2024年底阿萨德政权垮台后，叙利亚新政府积极与欧盟和包括土耳其和阿拉伯世界在内的邻国接触，以进行战后重建。並且恢復了在伊斯兰合作组织的席位。

### 敘利亞反對派
2012年11月12日，海湾阿拉伯国家合作委员会（沙特阿拉伯、卡塔尔、巴林、阿拉伯联合酋长国、科威特、阿曼）宣布承认全国联盟为叙利亚人民唯一合法代表，终止对巴沙尔·阿萨德政府的认可。
随后，阿拉伯国家联盟（除了阿尔及利亚、伊拉克和黎巴嫩）也承认全国联盟是叙利亚人民唯一合法代表。
北约国家土耳其、美国、英国和法国是全国联盟的支持者。2012年11月11日，美国政府发表新闻声明，祝贺全国联盟的建立，新闻称“我们期待支持全国联合政府，因为它将终结叙利亚巴沙尔·阿萨德政府的血腥统治，开始和平、公正、民主的未来。”它还重申美国承诺的人道主义和非致命的援助，赞赏卡塔尔在会议中发挥的作用。
11月13日，法国总统弗朗索瓦·奥朗德在记者会上宣布承认全国联盟作为“叙利亚人民的唯一合法代表”和“民主叙利亚未来的临时政府”，并呼吁所有欧洲国家也这样做，法国是第一个承认全国联盟为叙利亚唯一合法代表的欧洲国家。
11月20日，英国外交大臣当天代表英国政府宣布承认全国联盟为代表叙利亚人民利益的唯一合法政权。
2013年3月6日，在开罗举行的阿拉伯国家联盟外长会议上，全国联盟获准代表叙利亚人民拥有在该组织的合法席位。3月18日，叙利亚裔美国人加萨尼·希托当选为全国联盟临时政府总理。不久后全国联盟主席穆瓦兹·哈提卜表示，全国联盟计划代替巴沙尔政府目前在联合国的代表席位，该言论计划遭到俄罗斯当局的反对。

### 關係正常化
复兴党統治下，叙利亚与其传统盟友伊朗和俄罗斯关系密切，阿薩德還承認俄羅斯佔領的格魯吉亞領土阿布哈茲和南奧塞梯的獨立。与阿萨德政权保持良好关系的其他国家包括中国、朝鲜、越南、印度、孟加拉国、亚美尼亚、塔吉克斯坦、希腊、塞浦路斯、北马其顿、匈牙利、塞尔维亚和白俄罗斯。叙利亚還曾是俄羅斯主導的欧亚经济联盟候选国。隨著內戰在2020年之後暫停，阿薩德政權一度控制了全國60%以上的土地。2022年起，當時的敘利亞復興黨政權開始與其他國家關係正常化，並於2023年恢復了阿拉伯國家聯盟的席位。然而，直到2024年政權垮台，土耳其、卡塔爾和大多數西方國家才與敘利亞過渡政府恢復外交關係。